# Тихонький (хутор)
Ти́хонький — хутор в Тихорецком районе Краснодарского края России. Входит в состав Фастовецкого сельского поселения.

## Население
| 2002 | 2010 |
| ---- | ---- |
| 77   | ↘64  |

## Улицы
- ул. Кубанская,
- ул. Северная[4].